# Bette Davis
Ruth Elizabeth Davis (cunoscută ca Bette Davis, n. 5 aprilie 1908, Lowell, Massachusetts, SUA – d. 6 octombrie 1989, Neuilly-sur-Seine, Île-de-France, Franța) a fost o actriță americană de teatru, film și televiziune, laureată de două ori a Premiului Oscar.  Cunoscută pentru dorința sa de a interpreta caractere deloc simpatice, Davis a fost constant apreciată pentru performanțele sale actoricești relevate într-o paletă foarte largă de diferite genuri de filme: de la filme polițiste și istorice, iar ocazional comedii, până la filmele care au consacrat-o inconfundabil, drame romantice.
După ce a apărut în piese de pe Broadway, Davis s-a mutat la Hollywood, California în 1930, dar filmele sale timpurii au fost lipsite de succes. S-a alăturat studioului Warner Bros. în 1932, după care și-a început prolifica și apreciata carieră cinematografică cu câteva interpretări care au fost foarte bine primite atât de public cât și de critică.
În 1937, dorind să se elibereze de tutela contractuală a studiourilor Warner Brothers, a intrat cu acest studio într-un conflict legal. Pierderea acestui proces larg mediatizat, care a fost de fapt o înfrângere aparentă, a marcat începutul perioadei cele mai fertile din viața artistică a actriței. După aceasta, până la sfârșitul anilor '40, Bette Davis a rămas una dintre actrițele americane de film cele mai apreciate, cunoscută pentru stilul său actoricesc intens, profund și puternic.
Davis a câștigat o reputație de perfecționistă, care putea fi adesea foarte combativă. Se cunosc numeroase cazuri de confruntări dintre ea și șefi ai studiourilor, colegi, regizori și producători. Stilul ei direct, maniera verbală și nelipsita țigaretă au contribuit masiv la imaginea personalității sale, fiind adesea imitată și satirizată.
Davis a fost co-fondatoarea Hollywood Canteen, dar și prima femeie care a fost președinte a Academy of Motion Picture Arts and Sciences. A fost, de asemenea, prima actriță care a fost de zece ori nominalizată pentru zece premii Oscar și prima femeie care a primit distincția Lifetime Achievement Award din partea Institutului American de Film. Cariera ei a avut mai multe momente de declin, dar și de revenire. Bette Davis însăși a recunoscut că relațiile sale personale au contat negativ de-a lungul carierei sale. A fost căsătorită de patru ori, fiind o dată văduvă și de trei ori divorțată, dar și-a crescut copiii singură. Deși ultimii ani ai vieții ei au fost umbriți de un cancer de sân care i-a fost fatal, totuși a continuat să lucreze până aproape de deces, jucând mai mult de o sută de roluri în film, televiziune și teatru, dintre care foarte multe au rămas memorabile. În 1999, Davis a fost clasată pe locul 2, după Katherine Hepburn, pe lista celor mai bune actrițe ale tuturor timpurilor realizată de Institutul American de Film.

## Viața și cariera

### Viața și cariera timpurie (1909–1929)

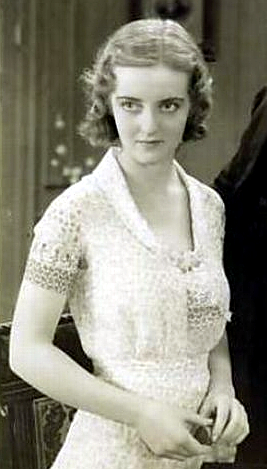
Bette Davis în filmul său de debut, The Bad Sister (1931)

Ruth Elizabeth Davis, cunoscută din fragedă copilărie ca „Betty”, s-a născut în Lowell, statul american Massachusetts, fiind fiica lui Harlow Morrell Davis și Ruth („Ruthie”) Augusta Favor. Sora ei, Barbara (cunoscută ca „Bobby”), s-a născut în 25 octombrie 1909. Familia avea descendenți englezi, francezi și galezi.  În 1915, părinții viitoarei actrițe s-au despărțit, iar în 1921 Ruth Davis s-a mutat împreună cu fetele în New York City, unde a lucrat ca fotograf.
Betty a fost atrasă de profesiunea de actriță după ce l-a văzut pe Rudolph Valentino în filmul din 1921 Cei patru călăreți ai apocalipsului, respectiv pe Mary Pickford în filmul, din același an 1921, Micul lord Fauntleroy, și și-a schimbat ortografia numelui după personajul „Bette” din opera lui Honoré de Balzac, La Cousine Bette. A fost încurajată de mama ei, care dorise de asemeni să devină actriță.
A studiat la Academia Cushing în Ashburnham, Massachusetts, unde l-a întâlnit pe viitorul ei soț, Harmon O. Nelson, poreclit „Ham”. În 1926 a văzut piesa de teatru Rața sălbatică de Ibsen cu Blanche Yurka și Peg Entwistle. Davis a povestit mai târziu cum această experiență i-a inspirat devotamentul total în alegerea carierei: „Înainte de acea reprezentare voiam să fiu actriță. După ce s-a terminat, trebuia să fiu actriță... exact ca Peg Entwistle”. A dat concurs pentru a fi admisă la Manhattan Civic Repertory dar a fost respinsă de Eva LeGallienne (fondatoarea acestuia), care i-a descris atitudinea ca fiind „nesinceră” și „frivolă”. A fost acceptată de Școala de teatru John Murray Anderson și a studiat dansul cu Martha Graham.
A dat concurs pentru George Cukor, și cu toate că acesta nu a fost foarte impresionat, i-a oferit lui Davis primul rol plătit — timp de o săptămână a jucat rolul unei fete din cor în piesa Broadway. A fost apoi aleasă să joace rolul lui Hedwig din Rața sălbatică, rol interpretat anterior și de Entwistle. După reprezentări în Philadelphia, Washington și Boston, și-a făcut debutul pe Broadway în 1929 în Broken Dishes, urmat de Solid South. Un producător de la Universal Studios a observat-o și a invitat-o la Hollywood pentru a da audiții.

### Tranziția de pe scenă în film (1930–1936)

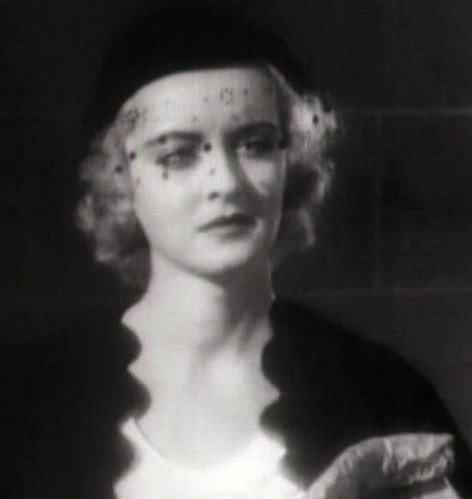
În Hell's House (1932), una dintre numeroasele producții de calitate proastă în care a fost nevoită să joace în timpul primilor ani petrecuți la Hollywood.

Însoțită de mama ei, Davis a călătorit cu trenul la Hollywood, ajungând acolo pe  data de 13 decembrie 1930. A observat cu mirare că nimeni de la studio nu a fost trimis să o întâmpine; un angajat o așteptase, dar plecase deoarece „nimeni nu arăta a actriță.” A fost respinsă la prima audiție, dar a fost folosită în alte audiții pentru alți actori. Într-un interviu din 1971 cu Dick Cavett, a povestit întâmplarea, făcând o observație: „Eram cea mai yankee, cea mai modestă virgină care a pășit vreodată pe Pământ. M-au așezat pe o canapea, și am testat 15 bărbați  ...  Toți au trebuit să stea pe mine și să mă sărute pasional. Vai, credeam că o să mor. Am crezut că o să mor.” O a doua audiție a fost aranjată pentru Davis pentru filmul A House Divided (1931). Îmbrăcată nepotrivit, cu un decolteu mare, a fost refuzată de regizorul William Wyler, care a comentat cu voce tare „Ce părere aveți despre aceste dame care-și dezvăluie pieptul crezând că vor obține roluri?” Carl Laemmle, șeful studiourilor Universal, a vrut să o trimită pe Davis acasă, dar Karl Freund i-a spus că aceasta are „ochi adorabili” și că ar fi potrivită pentru The Bad Sister (1931), film în care avea să-și facă astfel debutul. Emoțiile i s-au mărit după ce l-a auzit pe șeful de producție, Carl Laemmle Jr. spunându-i unui șef că Davis avea „la fel de mult sex appeal ca Slim Summverville”, unul dintre actorii distribuiți în film. Filmul nu a avut succes, iar următorul ei rol în Seed (1931) a fost prea mic pentru a atrage atenția.
Studiourile Universal i-au reînnoit contractul pentru încă trei luni, având un mic rol în Podul Waterloo (1931) înainte de a fi împrumutată companiilor Columbia Pictures pentru filmul polițist Amenințarea și Capital Films pentru drama Hell's House (ambele în 1932). După nouă luni și șase filme fără succes, Laemmle a decis să nu-i reînnoiască contractul. George Arliss a ales-o pe Davis în rolul principal din filmul The Man Who Played God (1932), iar pentru tot restul vieții, Davis l-a numit pe acesta ca fiind cel care a ajutat-o să pătrundă în lumea de la Hollywood. The Saturday Evening Post a scris: „nu e numai frumoasă, dar este și plină de farmec”, comparând-o cu Constance Bennett și Olive Borden. În urma acestui rol, Warner Bros. i-a oferit un contract pe cinci ani.
În 1932 s-a căsătorit cu Harmon „Ham” Nelson, care fusese examinat amănunțit de către presă: cei 100$ câștigați săptămânal de el nu se comparau cu cei 1.000$ câștigați de Davis pe săptămână. Davis a discutat despre această problemă, spunând că multe neveste de la Hollywood câștigă mai mult decât soții lor, dar situația era dificilă pentru Nelson, care a refuzat s-o lase pe Davis să cumpere o casă până când își va putea permite el.

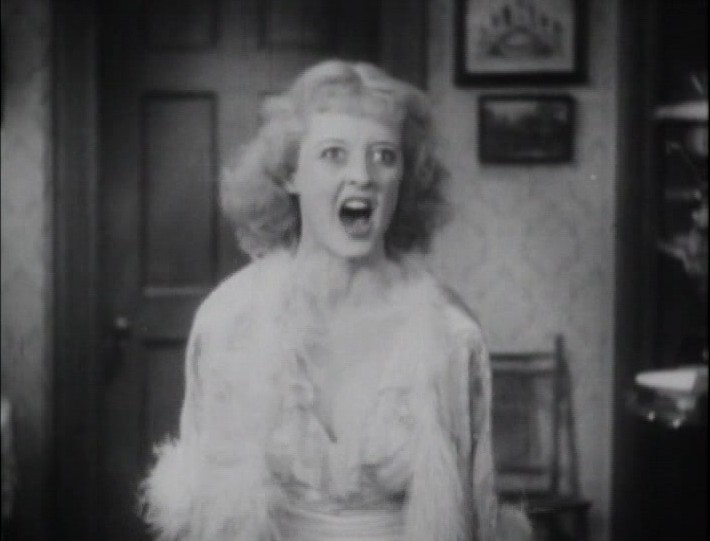
În rolul lui Mildred în Sclavia umană (1934), Davis a fost aclamată pentru interpretarea dramatică.

După mai mult de 20 de roluri în filme, rolul vicioasei și neîngrijitei Mildred Rogers în Sclavia umană („Robie”) (1934), o adaptare după romanul omonim de W. Somerset Maugham, i-a adus primele recenzii pozitive importante. Multe actrițe se temeau să joace astfel de personaje, refuzând astfel rolul, dar Davis a văzut-o ca pe o ocazie să-și demonstreze talentele actoricești. Partenerul ei în film, Leslie Howard, o respinsese inițial, dar pe măsură ce filmările avansau atitudinea lui s-a schimbat, apreciindu-i abilitățile. Regizorul John Cromwell a fost de acord cu multe din sugestiile ei, spunând că „a avut încredere în instinctele ei”. Davis a insistat să fie prezentată realistic pe patul de moarte: „ultimele etape ale tuberculozei, sărăcia și neglijența nu sunt lucruri frumoase, și am de gând să arăt convingător.”
Filmul a fost un succes, iar jocul actoricesc al acesteia a fost apreciat de către critici, un editor de la revista Life spunând că „probabil a avut cea mai bună interpretare înregistrată vreodată de o actriță americancă”. Davis a anticipat că recenziile favorabile îi vor încuraja pe cei de la Warner Bros. să o distribuie în roluri mai importante, fiind dezamăgită când Jack Warner a refuzat să o lase să apară în filmul S-a întâmplat într-o noapte realizat de Columbia Studios, distribuind-o în schimb în melodrama Housewife. Când s-au anunțat nominalizările pentru Premiile Academiei, iar Davis nu a fost nominalizată pentru rolul din Sclavia umană, The Hollywood Ciziten News a pus la îndoială omisiunea, iar Norma Shearer, ea însăși nominalizată, s-a alăturat unei campanii care avea ca scop nominalizarea lui Davis. Howard Estabrook, președintele Academiei, a făcut un anunț prin care anunța că „datorită circumstanțelor, votanții vor avea voie să scrie pe buletinul de vot ce nume doresc”, aceasta fiind singura dată în istoria premiilor Oscar în care un candidat nenominalizat la un premiu să fie luat în considerare. Claudette Colbert a câștigat premiul pentru S-a întâmplat într-o noapte, dar vâlva a dus la o schimbare în procedura de votare de anul următor.

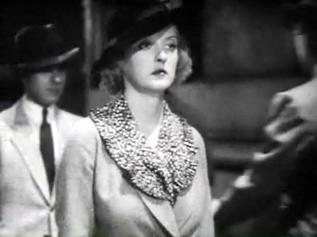
În rolul lui Joyce Heath din Patima (1935) pentru care a câștigat primul ei premiu Oscar.

Davis a apărut în rolul unei actrițe cu probleme în filmul Patima (1935), primind recenzii foarte bune. E. Arnot Robertson a scris în Picture Post: „Cred că Bette Davis ar fi fost arsă pe rug dacă ar fi trăit acum două - trei sute de ani. Când o vezi, ai impresia stranie că este încărcată cu electricitate, care nu are unde să se scurgă.” The New York Times a numit-o „una din cele mai interesante actrițe care apar pe ecranul nostru.” A câștigat Premiul Oscar pentru cea mai bună actriță, dar l-a numit un „premiu de consolare” după întâmplarea cu Sclavia umană. Pentru restul vieții, Davis a susținut că ea i-a dat numele de „Oscar” statuetei deoarece posteriorul acesteia semăna cu cel al soțului ei al cărui prenume era Oscar, cu toate că a fost contrazisă de Academy of Motion Picture Arts and Sciences, printre alții.
În următorul ei film, Pădurea împietrită (1936), Davis a apărut alături de Leslie Howard și Humphrey Bogart, dar Bogart, în primul său rol important, a fost acela care a primit majoritatea criticilor pozitive. Davis a continuat să apară în diverse filme de-a lungul următorilor doi ani, dar majoritatea au fost considerate mediocre.

### Procesul cu Warner Bros. (1936–1937)

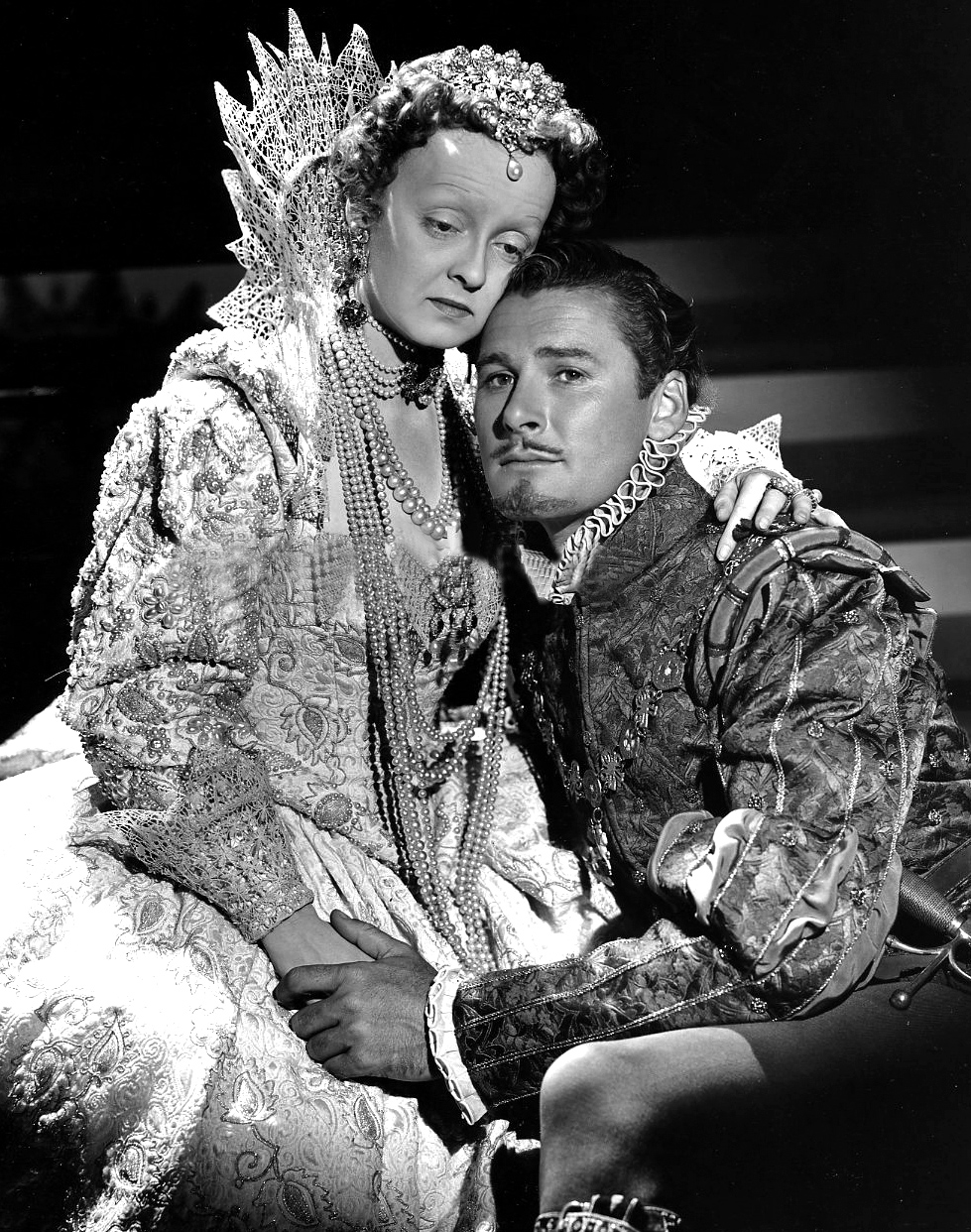
Bette Davis și Errol Flynn în Elisabeta și contele de Essex (1939), una dintre cele trei producții în care cei doi au jucat împreună.

Convinsă de faptul că din cauza acestor filme cariera ei are de suferit, Davis a acceptat o ofertă din 1936, de a apărea în două filme englezești. Știind că încalcă contractul cu Warner Bros. a plecat în Canada pentru a evita să fie dată în judecată. În cele din urmă, procesul dintre Davis și Warner Bros. s-a desfășurat în Anglia, actriță sperând să poată scăpa de contract. Aceasta a povestit declarația lui Sir Patrick Hastings, avocatul companiei Warner Bros. Hastings a cerut judecătorului „să ajungă la concluzia că aceasta este doar o tânără doamnă imorală care vrea mai mulți bani.” A luat în batjocură declarația lui Davis în care-și descria contractul ca fiind „sclavie”, declarând, incorect, că aceasta este plătită cu 1.350 dolari pe săptămână, adăugând că „dacă cineva dorește să mă pună în sclavie continuă pe baza acestei renumerații, voi cântări oferta.” Presa britanică nu a fost de acord cu Davis, făcând-o să pară nerecunoscătoare și plătită mai mult decât ar merita.
Davis i-a explicat unui jurnalist punctul ei de vedere: „Știam că dacă voi continua să mai apar în multe filme mediocre, nu aș mai fi avut pentru ce carieră să lupt.” Avocatul lui Davis a prezentat apoi plângerile actriței - dacă refuză să joace un rol este suspendată fără plată, perioada în care este suspendată adăugându-se la contract, că poate fi chemată să joace orice rol indiferent de părerea ei, că ar putea fi nevoită să susțină un partid politic în ciuda opiniei ei, și că imaginea ei ar putea fi folosită în orice scop considerat aplicabil de studio. Jack Warner a fost martor în proces, iar la întrebarea „Orice rol îi oferiți să joace, chiar de este lipsit de gust și ieftin, ea trebuie să-l joace?” acesta a răspuns „Da, trebuie să-l joace”.
Sentința procesului dată de Branson J. în Înalta Curte Engleză a fost clasat sub numele de Warner Bos Studio Incorporated vs. Nelson în 1937 1 KB 209. Davis a pierdut procesul și s-a reîntors la Hollywood, îndatorată și fără venituri, pentru a-și continua cariera. Olivia de Havilland a intentat un proces similar în 1943 și a câștigat.

### Succesul ca „al cincilea frate Warner” (1937–1941)
Davis a început lucrul la Marked Woman (1937) în rolul unei prostituate, într-o dramă contemporană cu gangsteri, inspirată de cazul lui Lucky Luciano. Filmul și interpretarea lui Davis au primit recenzii excelente, iar statutul ei de actriță în rol principal s-a mărit.
În timpul filmărilor următorului ei film, Jezebel, Davis a început o relație sentimentală cu regizorul William Wyler. Aceasta l-a descris ca fiind „dragostea vieții mele”, spunând că turnarea filmului cu el a fost „vremea când am fost cea mai fericită.” Filmul a fost de asemenea un succes, iar interpretarea lui Davis în rolul unei frumoase din Sud i-a adus un al doilea premiu Oscar, ducând la speculații că aceasta va juca un rol asemănător, cel al lui Scarlett O'Hara din Pe aripile vântului. Davis și-a exprimat dorința de a juca ea rolul, iar în timp ce David O. Selznick căuta o actriță pentru a o interpreta pe Scarlett, un vot organizat de un post radio a indicat-o pe Davis ca fiind favorita publicului. Warner i-a oferit serviciile actriței lui Selznick într-o înțelegere ce îi includea și pe Errol Flynn și Olivia de Havilland, dar Selznick nu a considerat-o pe Davis potrivită, respingând oferta.
Jezebel a marcat începutul celei mai de succes perioade din cariera lui Davis, fiind timp de câțiva ani inclusă pe lista „Cele mai valoroase 10 vedete”. În contrast cu succesul lui Davis, soțul ei, Ham Nelson, a eșuat în încercarea de a-și construi o carieră, relația dintre cei doi răcindu-se. În 1938 Nelson a obținut dovezi conform cărora Davis avea o relație sexuală cu Howard Hughes, înaintând actele de divorț datorită „atitudinii crude și inumane” ale acesteia.

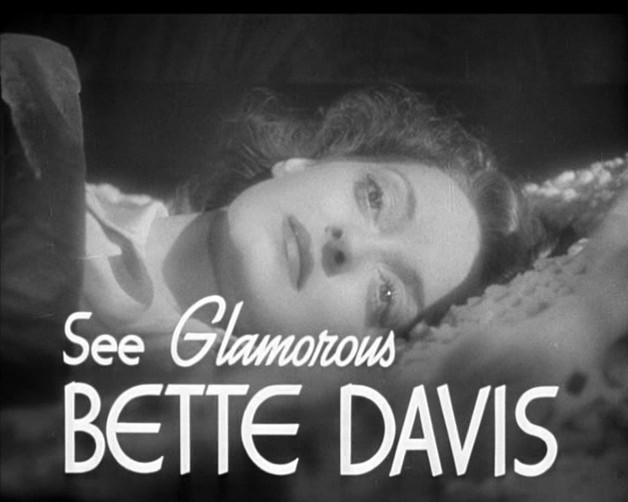
La sfârșitul anilor '30, Davis era cea mai de succes actriță a companiei Warner Brothers, aceștia începând să o portretizeze având o atitudine fermecătoare, precum în trailerul pentru filmul Victoria întunericului (1939).

În timpul filmărilor pentru Victoria întunericului (1939), Davis a fost foarte emotivă, dorind la un moment dat să abandoneze proiectul, până când Hal Wallis a convins-o să-și canalizeze disperarea în modul de a juca rolul. Filmul a devenit unul din cele mai de succes ale anului, iar rolul lui Judith Traherne i-a adus o nominalizare pentru premiile Oscar. În următorii ani, Davis a numit producția aceasta ca fiind favorita ei.
A mai apărut în alte trei filme de succes în 1939: The Old Maid cu Miriam Hopkins, Juarez cu Paul Muni și Elisabeta și Essex cu Errol Flynn. Ultimul a fost primul și singurul ei film color din perioada ei de glorie. Pentru a o interpreta pe Elisabeta I a Angliei care era mai în vârstă decât ea, Davis și-a ras sprâncenele. În timpul filmărilor a fost vizitată pe platourile de filmare de Charles Laughton. Ea i-a spus că are siguranța să joace rolul unei femei de 60 de ani, la care Laughton i-a răspuns: „Niciodată să nu pleci capul. Acesta este singurul mod în care poți crește în această profesie. Trebuie tot timpul să încerci lucruri noi, altfel vei deveni stereotipă.” Amintindu-și episodul mulți ani mai târziu, David a povestit cum sfatul lui Laughton a influențat-o de-a lungul carierei.

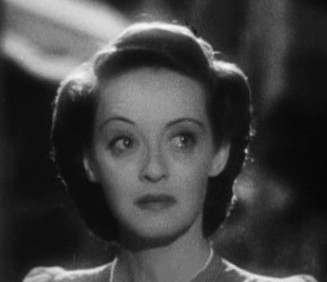
Ochii distinctivi ai actriței erau adesea folosiți pentru efect dramatic, precum în acest prim-plan din Taina ei (1940).

În această perioadă Davis a devenit cel mai profitabil star al Warner Bros., descrisă ca „Al cincilea frate Warner”, primind cele mai importante roluri feminine. Imaginea ei era îngrijită cu mai multă atenție; cu toate că a continuat să joace roluri de caracter, era adesea filmată de aproape pentru a-i accentua ochii caracteristici. All This and Heaven Too (1940) a devenit cel mai de succes film din cariera lui Davis până în acel moment, în timp ce Taina ei a fost considerat „unul din cele mai bune filme ale anului” de către The Hollywood Reporter, Davis fiind apreciată pentru modul cum a interpretat o ucigașă adulteră. În acea perioadă, actrița a avut o relație sentimentală cu fostul coleg George Brent, care a cerut-o în căsătorie. Davis l-a refuzat deoarece îl întâlnise pe Arthur Farnsworth, un hangiu din Noua Anglie. Cei doi s-au căsătorit în decembrie 1940.
În ianuarie 1941 Davis a devenit prima femeie președinte a Academiei de arte și științe cinematografice, dar s-a opus membrilor comitetului prin felul ei iute de a fi și a propunerilor sale radicale. Fiind pusă față în față cu dezaprobare și rezistență din partea comitetului, Davis a demisionat. Succesoarea ei a fost Jean Hersholt, care a implementat schimbările sugerate de Davis.
William Wyler a regizat filmul Vulpile (1941) după cartea omonimă de Lilliam Hellman, dar Davis și acesta nu au căzut de acord referitor la personajul Regina Giddens. Preluând un rol jucat inițial de Tallulah Bankhead, Davis era de părere că interpretarea originală a lui Banckhead era potrivită și că aceasta era precum personajul lui Hellman, dar Wyler dorea ca personajul să fie mai gingaș. Davis a refuzat compromisul; a mai fost nominalizată pentru un premiu Oscar pentru interpretarea acestui rol, după care nu a mai lucrat niciodată cu Wyler.
În același an Davis a avut o scurtă apariție în Shining Victory, debutul regizoral al prietenului ei Irving Rapper.  Acesta avea să mai regizeze patru filme cu ea: Dor nestins (1942), Secara e verde (1945), Deception (1946) și Another Man's Poison (1952).

### Războiul și tragedii personale (1942–1944)

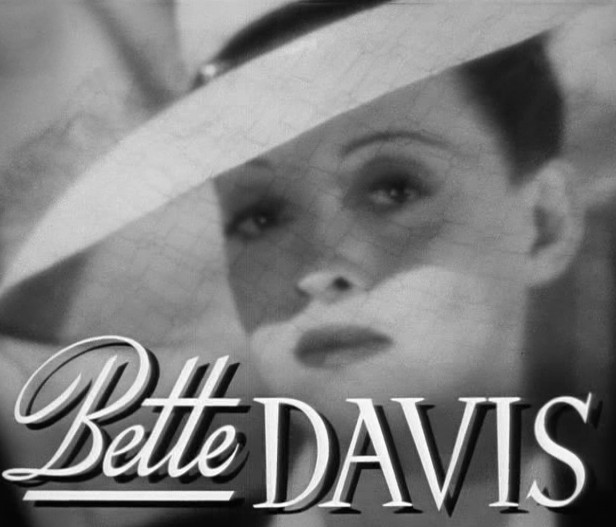
Bette Davis în Dor nestins, 1942.

În urma atacului de la Pearl Harbor Davis a petrecut primele luni din 1942 vânzând obligațiuni de război. După ce Jack Warner a criticat tendința ei de a linguși mulțimea pentru a cumpăra, aceasta i-a amintit că publicul îi aprecia interpretările ei de scorpie. A vândut obligațiuni în valoare de două milioane de  dolari în două zile și o poză cu ea din Jezebel pentru suma de 250.000 dolari. A jucat pentru regimentele de oameni de culoare, fiind singurul membru alb într-o trupă formată de Hattie McDaniel, care le includea și pe Lena Horne și Ethel Waters.

Bette Davis servind soldații din Hollywood Canteen. Pentru eforturile depuse aceasta a primit medalia pentru servicii civile distinse din partea Ministerului Apărării al Statelor Unite.

La sugestia lui John Garfield de a deschide un club pentru militari în Hollywood, Davis — cu ajutorul lui Warner, Cary Grant și Jule Styne — a transformat un vechi club de noapte în Hollywood Canteen, deschis pe 3 octombrie 1942. Cele mai importante staruri de la Hollywood s-au oferit să-i distreze pe militari gratis. Davis se asigura în fiecare noapte că vor fi câteva „nume” importante care-i vor vizita pe soldați. S-a jucat pe ea însăși în filmul Hollywood Canteen, care a folosit cantina ca decor pentru o poveste ficțională. Davis a spus: „Sunt câteva realizări în viața mea de care sunt sincer mândră. Hollywood Cantine este unul dintre ele.” În 1980 a primit Medalia pentru servicii civile distinse, cel mai mare grad oferit unui civil din partea Ministerului Apărării al Statelor Unite, pentru munca depusă în „Hollywood Canteen”.
Davis arătase inițial puțin interes în filmul Dor nestins (1942) până ce Hal Wallis a sfătuit-o să accepte rolul deoarece femeile aveau nevoie de drame romantice pentru a le distrage atenția de la realitățile vieții. A devenit unul din cele mai cunoscute „filme pentru femei” ale sale. În una din cele mai imitate scene, Paul Henreid aprinde două țigări în gură înainte de a-i da una lui Davis. Criticii de film au aplaudat interpretarea lui Davis, spunând că Davis a dat filmului „o demnitate nu neapărat permisă de scenariu”.
La începutul anilor '40, o parte din filmele în care a jucat Davis au fost pe teme de război, precum Watch on the Rhine (1943) și Thank Your Lucky Star (1943), un muzical cavalcadă cu mulți actori cunoscuți, fiecare dintre vedetele implicate donând banii obținuți către Hollywood Canteen. Davis a interpretat un cântec, „They're Either Too Young or Too Old”, care s-a bucurat de succes după lansarea filmului.

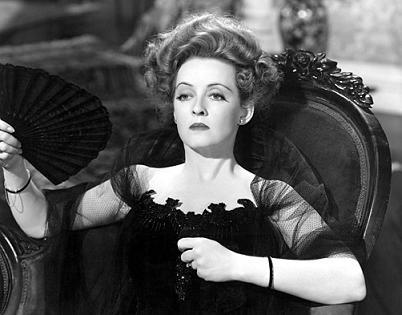
Actrița a devenit cunoscută pentru personajele negative interpretate, precum Regina Giddens din Vulpile (1941).

Old Acquaintance (1943) le-a readus împreună pe Davis și Miriam Hopkins în povestea a două prietene care trec printr-o perioadă dificilă după ce una dintre ele devine o romancieră cunoscută. Pe parcursul filmărilor, Davis a simțit că Hopkins încearcă să atragă atenția asupra sa. Regizorul Vincent Sherman a povestit despre competitivitatea și animozitatea dintre cele două actrițe, iar Davis glumea adesea că nu s-a controlat deloc într-o scenă în care, într-un moment de furie, trebuia s-o scuture pe Hopkins.
În august 1943, Arthur Farnsworth, soțul lui Davis, s-a prăbușit în timp ce se plimba pe o stradă din Hollywood, decedând două zile mai târziu. O autopsie a scos la iveală că responsabilă pentru căzătură era o fractură de craniu ce avusese loc cu două săptămâni înainte. Davis a depus mărturie în fața unui juriu că nu avea cunoștință de un eveniment care să fi cauzat rana. Verdictul dat a fost cel de „moarte accidentală”. Distrusă de durere, Davis a încercat să se retragă din următorul ei film, Mr. Skeffington (1944), dar Jack Warner, care oprise producția după decesul lui Farnsworth, a convins-o să continue.
Cu toate că își câștigase o reputație în a fi de neclintit și pretențioasă, comportamentul ei în timpul filmărilor pentru Mr. Skeffington a fost nesigur și intermitent. S-a înstrăinat de regizorul Vincent Sherman, refuzând să filmeze anumite scene și insistând ca unele decoruri să fie reconstruite. A improvizat o parte din dialog, încurcându-i pe ceilalți actori, și înfuriindu-l pe scenaristul Julius Epstein, care a fost chemat să își rescrie unele scene la comanda actriței. Davis și-a exprimat după un timp comportamentul: „când eram foarte nefericită, eram mai degrabă tăioasă decât să mă plâng”. Unii critici de film nu au fost de acord cu „excesul de interpretare”, dar în ciuda recenziilor mixte, a primit încă o nominalizare pentru un premiu Oscar.

### Declinul profesional (1945–1949)

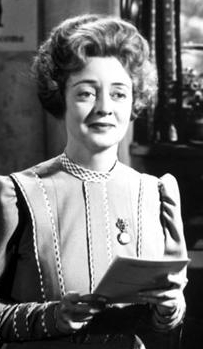
În Secara e verde (1945). Deși studioul i-a sugerat să joace în rolul tinerei, Bette Davis, pe atunci de 38 de ani, a insistat să fie machiată pentru a părea mai bătrână și a intra mai bine în rol.

Davis s-a căsătorit în 1945 cu un artist, William Grant Sherry care, la nevoie, lucra și ca masor. Ea s-a simțit atrasă de el deoarece i-a spus că nu auzise de ea și deci nu este intimidat de ea.
Davis a refuzat să joace rolul lui Mildred Pierce din filmul omonim, rolul revenindu-i lui Joan Crawford, care a primit un premiu Oscar pentru interpretare, Davis preferând să apară în Secara e verde (1945). Acolo a jucat rolul unei învățătoare engleze fără gust estetic, care salvează un tânăr miner de la o viață petrecută în minele de cărbune, oferindu-i o educație. Filmul a fost primit cu recenzii pozitive de către critici, cu toate că nu a atras un număr mare de spectatori. Următorul ei film, Viață furată (1946), a fost singurul film făcut de ea cu propria casă de producție, BD Productions. Filmul nu a primit recenzii bune, dar a fost un succes de casă. A urmat Deception (1946), primul ei film care a pierdut bani.
Possessed (1947) a fost scris special pentru Davis, urmând a fi următorul ei proiect, după Deception, însă ea a rămas însărcinată și a plecat în concediu de maternitate. Joan Crawford i-a luat locul din nou, fiind nominalizată pentru premiul Oscar. În 1947, Davis a născut o fetiță, Barbara (poreclită B.D.), actrița scriind în memoriile sale că devenise atât de absorbită de rolul de mamă, încât s-a gândit să-și încheie cariera. Relația cu Sherry a început să se deterioreze, și cu toate că a continuat să apară în filme, popularitatea ei era într-o continuă scădere.
Printre rolurile oferite lui Davis pentru reîntoarcerea pe marele ecran a fost cel al lui Rose Sayer în Regina africană. Când a aflat că filmul avea să fie filmat în Africa, Davis a refuzat rolul, spunându-i lui Jack Warner „Dacă nu poți filma filmul într-o barcă în spatele studioului, nu sunt interesată”. Rolul i-a revenit lui Katherine Hepburn, care a fost nominalizată la premiul Oscar. Lui Davis i s-a oferit și un rol în adaptarea cinematografică a cărții Women Without Men de Virgina Kellogg, o dramă a cărei acțiune are loc într-o închisoare pentru femei. Inițial trebuia să apară alături de Joan Crawford în film, dar Davis a refuzat rolul, spunând că nu are de gând să apară într-un „film lesbi”, iar rolurile le-au revenit lui Agnes Moorehead și Eleanor Parker. Filmul, intitulat Caged (1950), a fost nominalizat la câteva premii Oscar. I-a propus lui Jack Warner să realizeze două filme, Ethan Frome și o biografie a lui Mary Todd Lincoln, dar acesta nu a fost de acord.
În 1948 Davis a fost distribuită în Winter Meeting, iar cu toate că inițial a fost entuziastă, a aflat că Warner aranjase să fie filmată cu lumină „slabă” pentru a-i ascunde vârsta. Și-a adus aminte că a văzut aceeași tehnică de iluminare „pe platourile de filmare ale unor filme cu Ruth Chatterton și Kay Francis și știam ce înseamnă asta”. A început să regrete că a acceptat rolul, fiind și dezamăgită de abilitățile partenerului de filmări, Jim Davis. Nu a fost de acord cu unele rectificări din scenariu din cauza cenzurii, observând că multe dintre aspectele care au atras-o nu mai erau incluse. Filmul a fost descris de Bosley Crowther ca fiind „interminabil” adăugând „din toate dilemele mizerabile în care doamna Davis a fost implicată  ...  aceasta este probabil una din cele mai critice”. Filmul nu s-a bucurat de succes, iar studioul a pierdut aproape un milion de dolari.

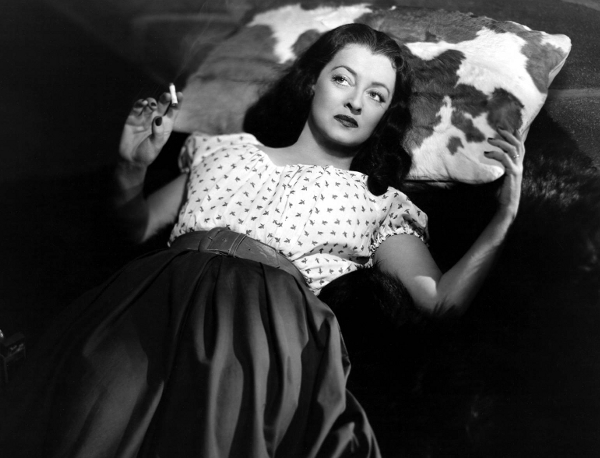
Dincolo de pădure (1949) a fost ultimul film făcut de Bette la studiourile Warner Bros., după o colaborare de 17 ani

Davis a intrat în conflict cu partenerul ei din filmul Iunie, luna mireselor (1948), Robert Montgomery, descriindu-l apoi ca „varianta masculină a lui Miriam Hopkins... un actor excelent, dar dependent de a fi centrul atenției”. Aceasta a fost prima ei comedie realizată după o perioadă lungă de timp, Davis obținând recenzii bune, cu toate că s-a dovedit a nu avea mare succes la public, aducând numai un profit mic. În ciuda insucceselor filmelor ei recente, în 1949 a negociat un contract de patru filme cu Warner Bros. care s-au angajat să o plătească cu 10.285 dolari pe săptămână, devenind astfel cea mai bine plătită femeie din Statele Unite.
Jack Warner a refuzat să o lase pe Davis să-și aleagă filmele, distribuind-o în Dincolo de pădure (1949). Actrița a urât rolul și l-a implorat pe Warner să o redistribuie, dar acesta a refuzat. După ce filmul a fost realizat, Warner a eliberat-o pe Davis de contract la cererea ei. Recenziile filmului au fost usturătoare; Dorothy Manners a scris pentru Los Angeles Examiner că „filmul reprezintă un final nefericit pentru cariera ei impresionantă”. Hedda Hopper a notat că „Dacă Bette și-ar fi propus să-și distrugă cariera, nu ar fi putut alege ceva mai apropiat.” Filmul conține replica „What a dump!” (rom. - „Ce fundătură!”), devenită una din cele mai cunoscute replici ale lui Davis.

### Începutul unei cariere independente (1949–1960)

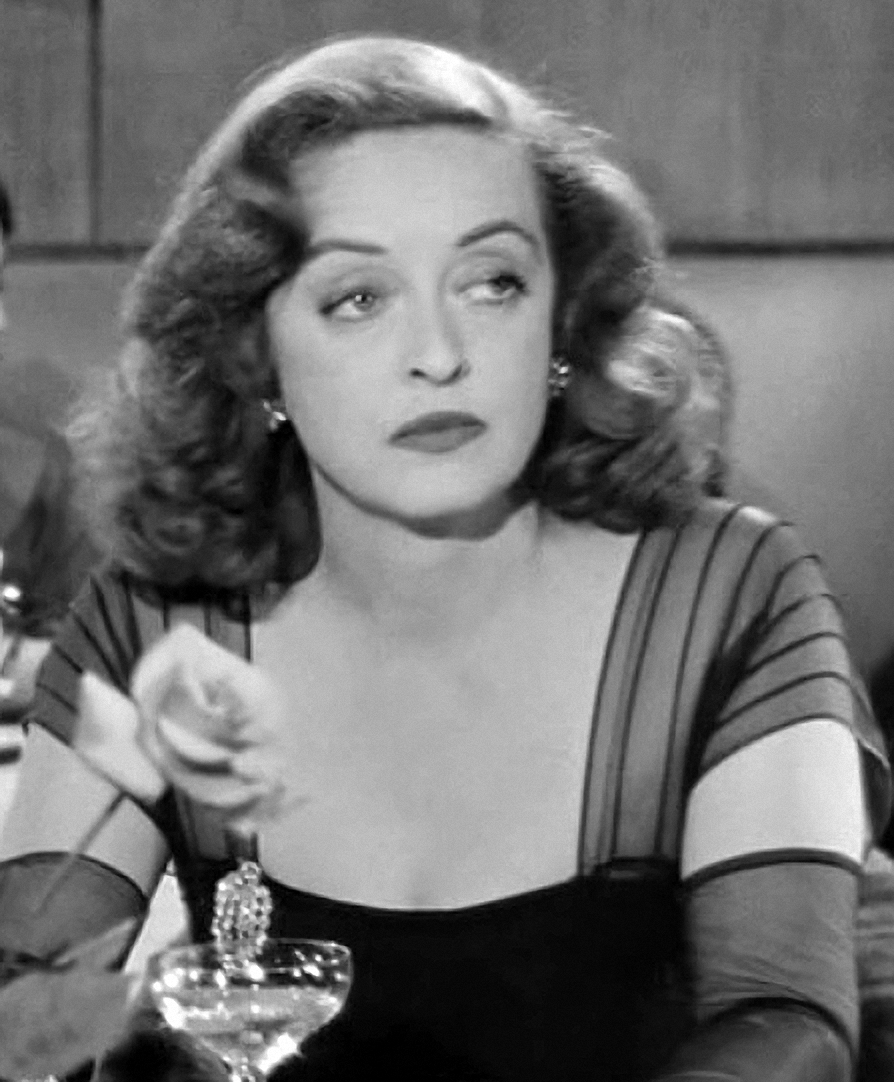
În rolul lui Margo Channing în Totul despre Eva (1950), unul din cele mai cunoscute și apreciate filme ale actriței.

În 1949 Sherry și Davis se despărțiseră iar ziariștii de la Hollywood erau de părere că Davis era la sfârșitul carierei. A filmat The Story of a Divorce (lansat în 1951 sub titlul Plată la cerere) dar nu a primit alte oferte. La scurt timp de la terminarea filmărilor, producătorul Darryl F. Zanuck i-a oferit rolul unei actrițe de teatru îmbătrânite, Margo Channing în filmul Totul despre Eva (1950). Claudette Colbert, pentru care fusese scris rolul, se lovise grav la spate și, în ciuda faptului că producția a fost oprită pentru două luni în speranța că-și va reveni, nu a fost în stare să înceapă lucrul. Davis a citit scenariul despre care a spus apoi că este cel mai bun pe care l-a citit vreodată, acceptând rolul imediat. La scurt timp s-a alăturat distribuției în San Francisco pentru a începe filmările. În timpul filmărilor a legat o strânsă prietenie ce a durat toată viața cu Anna Baxter, colegă de platou, și a început o relație cu Gary Merrill, cu care apoi s-a căsătorit. Regizorul filmului a spus că „Bette era perfectă. Visul unui regizor: actrița pregătită”.
Criticii au lăudat interpretarea lui Davis, iar replica „Fasten your seatbelts, it's going to be a bumpy night” (rom. - „Țineți-vă bine, va fi o noapte cu peripeții”) a devenit arhicunoscută. A fost din nou nominalizată la premiile Oscar, iar unii critici precum Gene Ringgold au descris jocul ei actoricesc în rolul lui Margo ca fiind „cea mai bună interpretare a ei din toate timpurile”. Pauline Kael nu a fost impresionat de film, dar de asemenea a lăudat-o pe Bette: „face ca toată producția să prindă viață.”
Davis a câștigat premiul pentru cea mai bună actriță la Festivalul Internațional de Film de la Cannes și de la New York Film Critics Circle Award. A primit același premiu și de la San Francisco Film Critics Circle Awards, după ce fusese numită de aceștia „Cea mai proastă actriță” pentru rolul din Dincolo de pădure (1949). În aceeași perioadă a fost invitată să-și lase urma palmelor în fața celebrului Grauman's Chinese Theatre.
Pe 3 iulie 1950, divorțul lui Davis de William Sherry a fost finalizat, iar pe 28 iulie s-a căsătorit cu Gary Merrill. Cu acordul lui Sherry, Merrill a adoptat-o pe B.D., fiica lui Davis cu Sherry, iar în 1950 Davis și Merrill au adoptat o fată pe care au botezat-o Margot. Familia a călătorit în Anglia, unde Davis și Merrill au apărut într-un film, Another Man's Poison. Filmul a fost primit fără entuziasm atât din partea publicului cât și din partea criticilor, iar ziariștii de la Hollywood au scris din nou că Davis și cariera ei erau pe terminate, iar nominalizarea la premiile Oscar pentru Steaua (1952) nu avea cum s-o salveze.
Davis și Merrill au adoptat un băiat, Michael, în 1952, iar Davis a apărut pe Broadway într-un teatru de revistă, Two's Company, regizat de Jules Dassin. Aceasta nu s-a simțit bine în afara ariei ei obișnuite de lucru; nu mai apăruse niciodată într-un muzical, experiența ei în teatru era limitată, iar de la ultima ei apariție pe scenă trecuseră 20 de ani. Era și bolnavă, fiind operată de osteomielită la maxilar. Margot fusese diagnosticată cu o rană gravă pe creier datorită unei răni apărute în timpul nașterii sau la scurt timp după aceea, fiind în cele din urmă internată într-un sanatoriu. Davis și Merill au început să se certe frecvent, B.D. relatând ulterior scene caracterizate de abuzul de alcool și de violență conjugală.
Puține din filmele lui Davis din anii '50 s-au bucurat de succes, iar multe din interpretările sale au fost criticate de criticii de specialitate. The Hollywood Reporter a descris modul lui Davis de a interpreta ca fiind „ceva ce te aștepți să găsești într-un club de noapte”, iar criticul londonez Richard Winninger a scris: „Miss Davis, care are un cuvânt de spus în legătură cu filmele în care apare, în comparație cu alte vedete, pare să fi căzut în egoism. Criteriul pentru alegerea filmelor sale par să fie că nimic nu trebuie să facă concurență unei manifestări totale a fiecărei fațete a artei sale. Numai filmele proaste par a fi suficient de bune pentru ea.” În vreme ce cariera îi decădea și căsătoria ei a continuat să se deterioreze până când a depus actele pentru divorț în 1960. După numai un an i-a murit mama...

### Succes fluctuant (1962–1970)

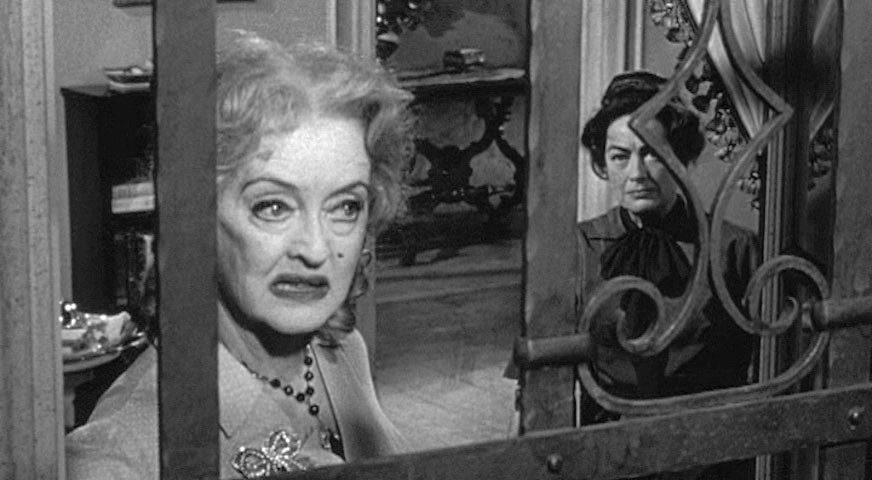
Davis a primit ultima nominalizare la premiile Oscar pentru rolul Baby Jane Hudson din What Ever Happened to Baby Jane? (1962), alături de Joan Crawford.

În 1962, Davis a apărut pe Broadway în producția Noaptea iguanei, pentru care a primit recenzii mediocre. A părăsit producția după patru luni acuzând o „boală cronică”. S-a alăturat lui Glenn Ford și Ann-Margret pentru filmul de Frank Capra, O poveste ca în filme (producție nouă a filmului lui Capra din 1933, Lady for a Day), bazat pe o poveste de Damon Runyon. A acceptat următorul ei rol în filmul horror Ce s-a întâmplat cu Baby Jane? după ce a citit scenariul, crezând că va atrage atenția aceluiași public care a transformat filmul Psycho (1960) al lui Alfred Hitchcock într-un succes. A negociat o înțelegere, astfel încât să primească 10% din încasările mondiale ale filmului, pe lângă salariu. Filmul a devenit unul din cele mai de succes producții ale anului.
Davis și Joan Crawford au jucat rolul a două surori bătrâne, foste actrițe, forțate de circumstanțe să locuiască împreună într-un conac. Regizorul Robert Aldrich a explicat că atât Davis cât și Crawford erau conștiente de cât de mult însemna filmul pentru carierele lor în acel moment, spunând că „ar fi potrivit să spunem că cele două chiar se detestau, dar s-au purtat perfect.” După încheierea filmărilor, comentariile publice făcute de cele două, fiecare contra celeilalte, au determinat ca tensiunea deja existentă între ele să se transforme într-o dușmănie pe viață, iar când Davis a fost nominalizată la premiile Oscar, Crawford a făcut campanie împotriva ei. Davis avea să primească și singura ei nominalizare la premiile BAFTA pentru această interpretare.
Fiica ei, B.D. a jucat un mic rol în film, iar când a însoțit-o pe Davis la Festivalul de Film de la Cannes l-a întâlnit pe Jeremy Hyman, unul din șefii la Seven Arts Productions. La scurt timp cei doi s-au căsătorit, cu permisiunea lui Davis. B.D. avea 16 ani.
În septembrie 1962 Davis a dat un anunț în revista Variety căutând de lucru. Acesta a fost publicat la rubrica „Căutări serviciu - femei artiste”:
Mamă a trei copii - 10, 11 și 15 ani—divorțată. Americancă. Treizeci de ani experiență în filme artistice. Încă mă mai pot mișca, și sunt mai amabilă decât se zvonește. Doresc serviciu stabil în Hollywood. (Lucrat pe Broadway)
 Davis avea mai târziu să declare că anunțul a fost o glumă.
Davis și-a menținut succesul de-a lungul a câțiva ani. Dead Ringer (1964) a fost o dramă despre o crimă în care Davis a jucat rolul unor surori gemene, iar Where Love Has Gone (1964) a fost o dramă romantică bazată pe un roman de Harold Robbins. Davis a jucat rolul mamei lui Susan Hayward, dar filmările erau împiedicate de certurile dintre Davis și Hayward. Secretul verisoarei Charlotte (1964) a fost continuarea lui Robert Aldrich la Ce s-a întâmplat Baby Jane?, în care plănuia să le reunească pe Davis și Crawford, dar când Crawford s-a retras din cauza unei boli la scurt timp de la începerea filmărilor, a fost înlocuită cu Olivia de Havilland. Filmul a avut un succes considerabil, reatrăgând atenția asupra distribuției de veterani, care-i includea și pe Joseph Cotten, Mary Astor și Agnes Moorehead.
Până la sfârșitul deceniului, Davis a apărut în filmele britanice The Nanny (1965), Aniversarea (1968), și Camere de legătură (1970), dar cariera ei a început să stagneze din nou.

### Cariera târzie (1970–1985)

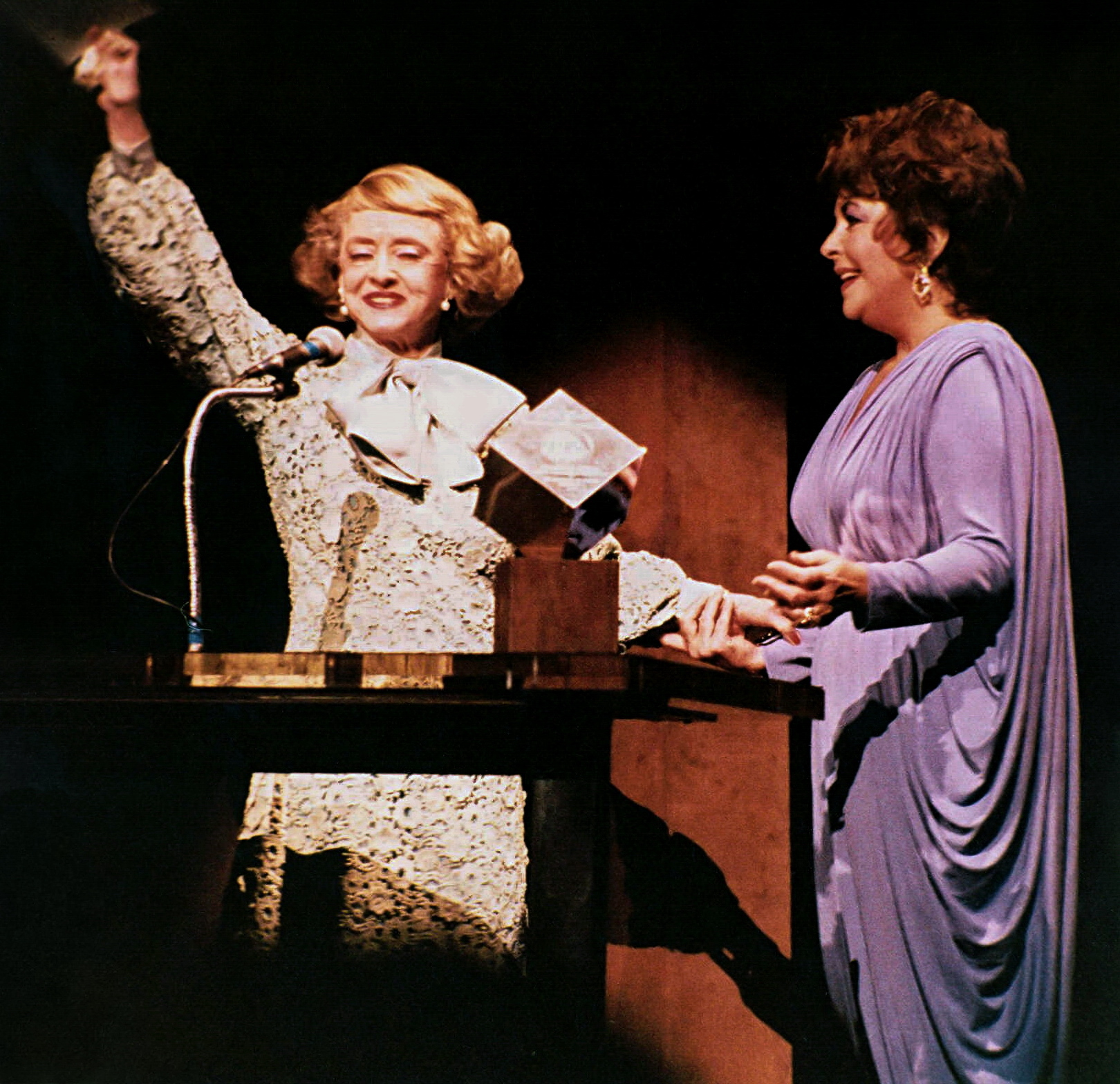
Davis și Elizabeth Taylor la sfârșitul anului 1981 în timpul unei celebrări a vieții lui Taylor.

La începutul anilor '70 Davis a fost invitată la New York pentru a apărea într-o prezentare scenică — Great Ladies of the American Cinema (rom. Mari doamne ale cinematografiei americane). De-a lungul a cinci seri succesive, câte o vedetă avea să discute cariera ei și să răspundă întrebărilor adresate de către public; Myrna Loy, Rosalind Russell, Lana Turner și Joan Crawford au fost celelalte participante. Davis a fost invitată să plece în Australia într-un turneu cu o temă similară, Bette Davis in Person and on Film (rom. - Bette Davis în persoană și în film), iar succesul i-a permis să plece cu producția în Marea Britanie.
În 1959 Davis a apărut alături de Leif Erickson și Sandy Descher într-un episod din The DuPont Show with June Allyson de la CBS. În 1972 a jucat rolul principal în două filme pentru televiziune, ambele fiind inițial filmate ca episoade-pilot pentru noi seriale de NBC, Madame Sin cu Robert Wagner și The Judge and Jake Wyler cu Joan Van Ark, dar în ambele cazuri NBC a anulat planurile pentru un serial complet. A apărut și în emisiunea de interviuri de la NBC, Here's Hollywood.
În Statele Unite a jucat în producția teatrală Miss Moffat, o adaptare muzicală a lui The Corn is Green, dar după ce spectacolul a fost intens criticat în Philadelpia, Davis a anunțat că are o leziune la spate, abandonând producția, care s-a închis imediat. A avut roluri secundare în Baladă macabră (1976) și The Disappearance of Aimee (1976), dar a avut conflicte cu actrițele principale ale filmelor, Karen Black, respectiv Faye Dunaway, considerând că niciuna nu i-a oferit respectul cuvenit și că nu se comportau profesionist pe platourile de filmare.
În 1977, Davis a devenit prima femeie care a primit un premiu pentru întreaga carieră din partea Institutului American de Film. Evenimentul televizat a fost comentat de unii dintre colegii lui Davis, printre care William Wyler, care a glumit că, dacă ar fi posibil, Davis ar dori să refilmeze o scenă din Taina ei, la care aceasta a dat din cap în semn de aprobare. Jane Fonda, Henry Fonda, Natalie Wood și Olivia de Havilland s-au numărat printre actorii care au omagiat-o, de Havilland spunând că Davis „a primit mereu rolurile pe care mi le doream eu.”
În urma evenimentului, Davis a fost din nou căutată de producători, fiind adesea nevoită să aleagă între mai multe oferte. A acceptat un rol în miniserialul The Dark Secret of Harvest Home (1978) și în filmul Moarte pe Nil (1978). Pentru cea mai mare parte a carierei sale ce avea să urmeze, Davis avea să lucreze în televiziune. A primit un premiu Emmy pentru Strangers: The Story of a Mother and Daughter (1979) cu Gena Rowlands, fiind nominalizată pentru interpretările din White Mama (1980) și Little Gloria... Happy at Last (1982). A mai interpretat și roluri secundare în alte două filme Disney: Muntele vrăjitoarei (1978) și Pândarul din pădure (1980).
Numele lui Davis a devenit cunoscut unei noi generații odată cu hitul lui Kim Carnes, „Bette Davis Eyes”. Piesa a atins locul 1 în mai multe țări, printre care Brazilia, Norvegia și Statele Unite, în aceasta din urmă devenind cel mai bine vândut cântec al anului 1981, petrecând zece săptămâni pe locul 1. Davis a fost impresionată de compliment, scriindu-i lui Carnes și compozitorilor pentru a le mulțumi.
Davis a continuat să apară în filme pentru televiziune, jucând în Family Reunion (1981) alături de nepotul J. Ashley Hyman, A Piano for Mrs. Cimino (1982) și Right of Way (1983) cu James Stewart.
În 1985 Davis a donat 59 de albume cu articole din ziare Universității Boston. Într-unul din acestea, un angajat al bibliotecii a găsit o poză cu Joan Crawford, în care avea toți dinții mâzgăliți cu pixul.

### Boala și moartea (1983–1989)

Ultimul rol al lui Davis a fost în Balenele din august (1987), primind laude pentru acesta, într-o perioadă în care sănătatea ei era tot mai precară, suferind și de o traumă personală.

În 1983, după filmarea episodului-pilot din serialul TV Hotel, s-a descoperit că Davis suferea de cancer mamar, făcându-i-se o mastectomie. La două săptămâni de la operație a suferit patru atacuri de cord care au cauzat paralizia părții drepte a feței și a mâinii stângi, provocându-i un defect de vorbire. A început o lungă perioadă de fizioterapie, iar cu ajutorul asistentei personale, Kathryn Sermak, și-a revenit parțial din paralizie.
În această perioadă relația cu fiica ei, B.D. Hyman, s-a deteriorat când Hyman a devenit foarte religioasă și a încercat să o convingă și pe mama ei să-i urmeze exemplul. Având sănătatea stabilă, Davis a plecat în Anglia pentru a filma Crimă cu oglinzi (1985) după romanul lui Agatha Christie. La întoarcerea în Statele Unite a aflat cu stupoare că Hyman publicase o autobiografie, My Mother's Keeper, în care prezenta o relație dificilă între mamă și fiică, precum și scenele de aroganță și de alcoolism ale lui Davis.
Mai mulți din prietenii lui Davis au criticat faptul că evenimentele din carte nu erau exacte. Alții au criticat nerecunoștința lui Hyman, mai ales după ce Davis o susținuse financiar pe aceasta și familia ei timp de câțiva ani, iar recent îi ajutase să-și păstreze casa. Mike Wallace a redifuzat un interviu cu Hyman realizat în urmă cu câțiva ani într-o ediție a emisiunii 60 Minutes în care aceasta a lăudat-o pe Davis ca mamă, spunând că se folosește de multe dintre principiile lui Davis pentru a-și crește copiii. În ciuda dușmăniei dintre Gary Merrill și Davis cauzate de divorț, acesta i-a luat apărarea. Fiind intervievat de CNN, Merrill a spus că Hyman a fost motivată de „cruzime și lăcomie”. Fiul adoptiv al lui Davis, Michael Merrill, a rupt orice contact cu Hyman, refuzând să mai vorbească cu ea vreodată. Davis a procedat la fel, dezmoștenind-o.
În a doua ei autobiografie, This 'N That (1987), Davis a scris: „Încă nu mi-am revenit complet din șocul că un copil de-al meu ar putea să scrie despre mine pe la spate, ca să nu mai spun ce fel de carte este. Îmi va fi mai greu să-mi revin complet din șocul cauzat de cartea lui B.D. decât după atacul de cord. Ambele au fost experiențe zdrobitoare.” Cartea se încheie cu o scrisoare dedicată fiicei ei, căreia i se adresează de câteva ori folosind numele „Hyman”, descriindu-i acțiunile ca fiind „o crasă lipsă de loialitate și mulțumire pentru viața privilegiată pe care ai dus-o”. Davis a încheiat scrisoarea făcând referire la titlul cărții lui Hyman: „Dacă e vorba de bani, dacă-mi aduc bine aminte, eu te-am susținut în tot acești ani. Continui să fac asta, deoarece din cauza numelui meu, a fost cartea ta despre mine un succes.”

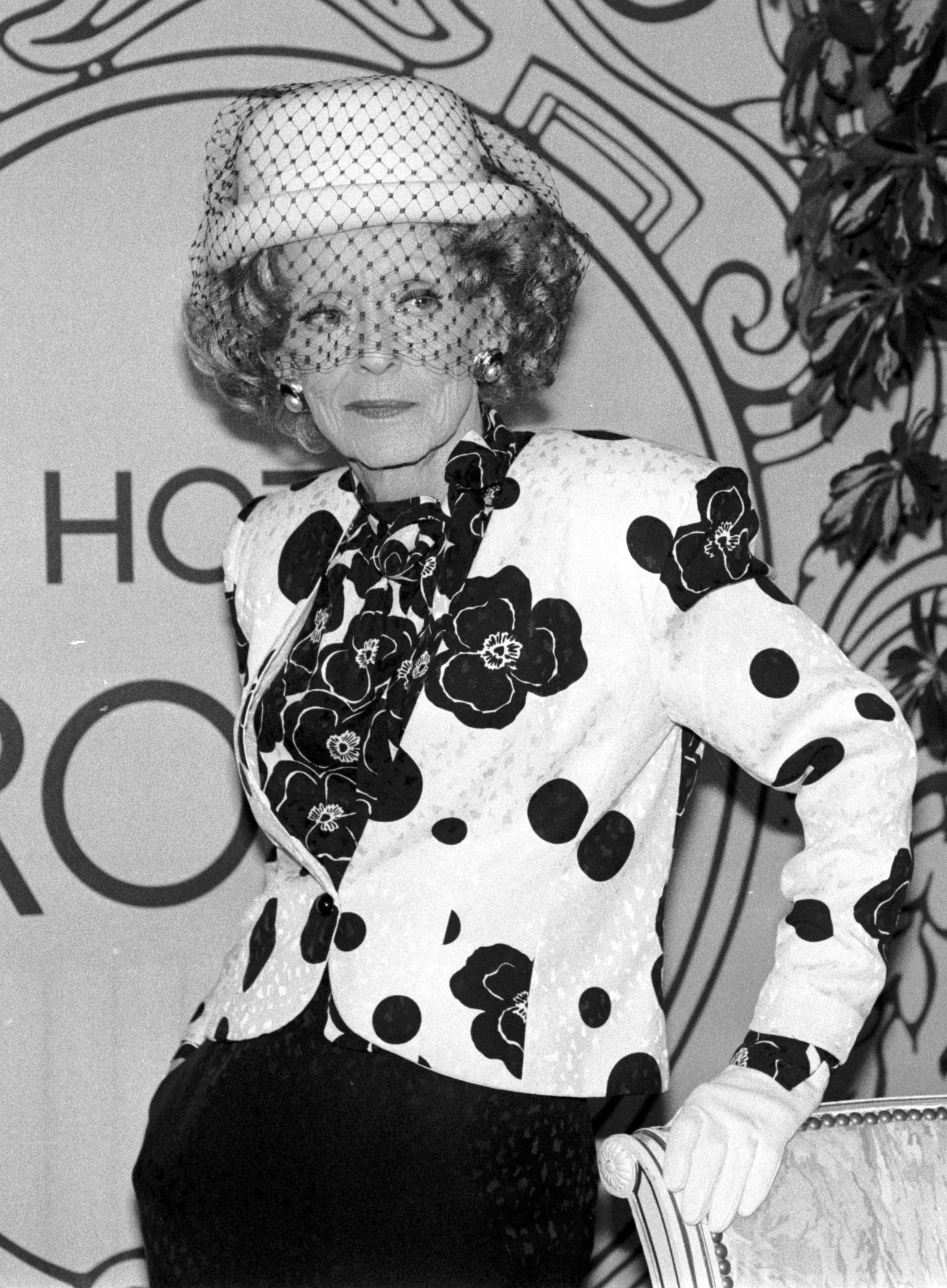
Bette Davis (1987).

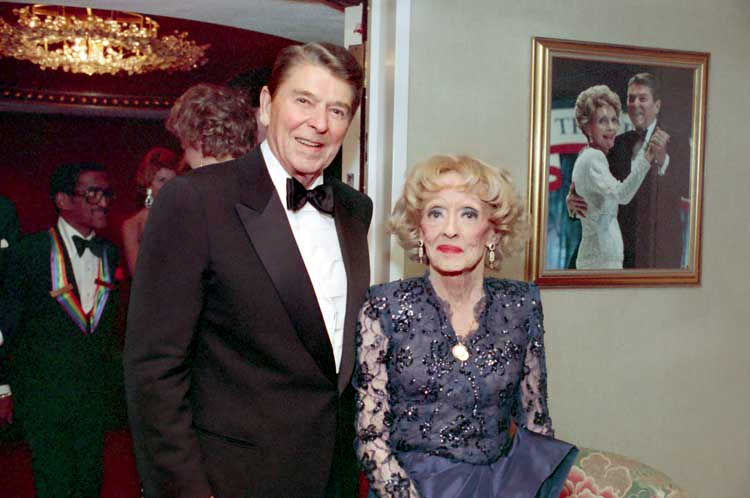
Davis și președintele american Ronald Reagan la Centrul Kennedy pe 6 decembrie 1987. Davis și Reagan jucaseră în anii trecuți împreună la Hollywood.

Davis a apărut în filmul pentru televiziune As Summers Die (1986) și în filmul Balene din august (1987) de Lindsay Anderson, în care a jucat rolul surorii oarbe a lui Lillian Gish. Filmul a primit recenzii bune, la fel ca și interpretarea lui Davis. Ultimul ei rol a fost în Mama vitregă (1989) de Larry Cohen. În această perioadă, sănătatea lui Davis era precară, iar după neînțelegeri cu regizorul, s-a retras de la filmări. Scenariul a fost rescris pentru a atribui mai multă importanță personajului interpretat de Barbara Carrera.
După Mama vitregă, Davis nu a mai primit oferte pentru a juca în filme, apărând în diferite talk show-uri pentru a discuta cariera sa, fiind intervievată de Johnny Carson, Joan Rivers, Larry King și David Letterman. Aparițiile ei erau întotdeauna bine primite de public; Lindsay Anderson a observat că publicului îi plăcea s-o vadă comportându-se „ca o scârbă”, declarând „niciodată nu mi-a plăcut că era încurajată să se poarte urât. Și mereu am auzit-o fiind descrisă de acel cuvânt îngrozitor, arțăgoasă.”
De-a lungul anilor 1988–1989, Davis a fost onorată pentru realizările carierei, primind Onorul Centrului Kennedy, Legiunea de onoare din partea Franței, Campione d'Italia din Italia și Premiul pentru întreaga carieră din partea Centrului Lincoln pentru artele teatrale. A leșinat în timpul premiilor American Cinema Awards din 1989, descoperind astfel că boala recidivase. Și-a revenit destul pentru a pleca în Spania unde a fost onorată la Festivalul Internațional de Film Donostia-San Sebastián, dar în timpul vizitei sănătatea ei s-a deteriorat rapid. Prea slăbită pentru a parcurge lungul drum spre Statele Unite, a plecat în Franța unde a murit pe 6 octombrie 1989 la 11:20 pm la spitalul american din Neuilly-sur-Seine, la vârsta de 81 de ani.

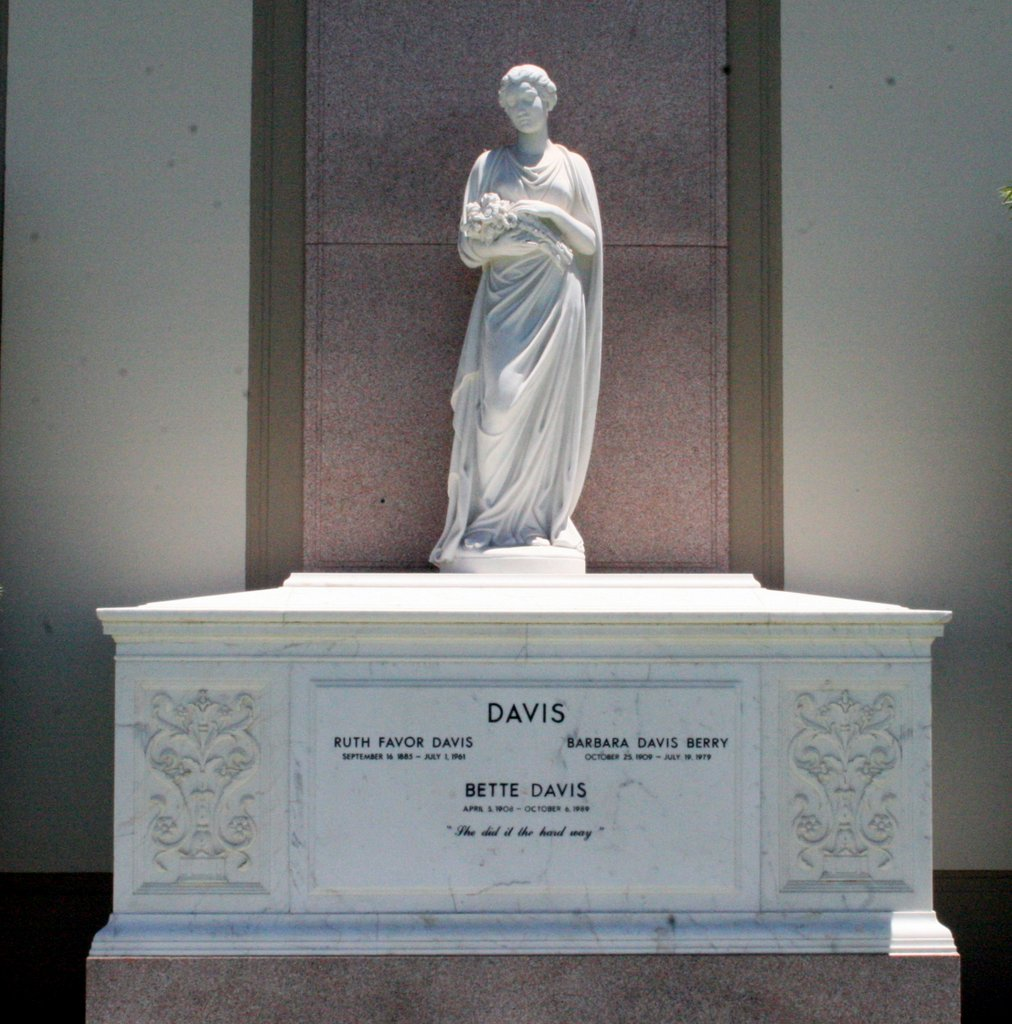
Mormântul lui Davis în Forest Lawn

A fost îngropată în Forest Lawn – Cimitirul Hollywood Hills din Los Angeles, California, alături de mama sa, de sora sa Ruthie și fratele Bobby. Pe piatra funerară este scris: „She did it the hard way”, un epitaf menționat de ea în Mother Goddam, fiindu-i sugerat de Joseph L. Mankiewicz la scurt timp după ce au terminat de filmat Totul despre Eva.
În 1997, executorii ei testamentari, Michael Merrill (fiul ei) și Kathryn Sermak (fosta asistentă a lui Davis) au pus bazele fundației „Bette Davis”, care oferă burse universitare tinerilor cu talent actoricesc.

## Imaginea și critici
În 1964, Jack Warner a vorbit despre „calitatea magică care a transformat-o pe această fată uneori blândă și nu frumoasă, într-o mare artistă”, iar într-un interviu din 1988, Davis a subliniat că, spre deosebire de multe din actrițele contemporane cu ea, a progresat în carieră fără ajutorul frumuseții. A recunoscut că a fost îngrozită în timpul primelor ei filme, devenind dură din nevoie. „Până nu ești cunoscut în profesia mea ca un monstru, nu ești un star” a spus ea, „[dar] nu am luptat niciodată pentru ceva într-un mod trădător. Nu am luptat pentru nimic altceva decât pentru binele filmului.” În timpul filmărilor pentru Totul despre Eva, Joseph L. Mankiewicz i-a spus că percepția despre ea la Hollywood este că e dificilă, iar ea i-a explicat că atunci când spectatorii o văd pe ecran, nu-și dau seama că imaginea este rezultatul a unui număr mare de oameni lucrând în spatele scenei. Dacă ar fi prezentată ca „fundul unui cal..de doi metri lățime și trei metri lungime, asta ar fi tot de ce i-ar păsa audienței.
Cu toate că a fost lăudată pentru realizările ei, Davis și filmele ei erau uneori ridiculizate; Pauline Kael a descris Dor nestins ca fiind „un film clasic fără bun gust”, iar la mijlocul anilor 1940 uneori prea teatralele interpretări ale ei au devenit subiectul parodiilor. Criticul Edwin Schallert a scris în Los Angeles Times despre interpretarea lui Davis în Mr. Skeffington (1944) că „mimica va fi mai amuzantă decât o cutie de maimuțe ce o imită pe don'șoara Davis”, iar Dorothy Manners în recenzia pentru Dincolo de pădure din Los Angeles Examiner a scris: „niciun caricaturist dintr-un club de noapte nu a transformat vreodată interpretarea lui Davis în ceva atât de crud precum a reușit chiar Bette în acest film”. Revista Time a menționat că Davis era compulsiv vizionabilă, chiar când îi erau criticare tehnicile de a juca, rezumând interpretarea ei din Dead Ringer (1964) cu observația: „jocul ei actoricesc, ca întotdeauna, nu e chiar joc actorices: pur și simplu se dă mare. Dar încearcă să te uiți în altă parte!”
A atras audiența gay, fiind adesea imitată de travestiți precum Charles Pierce. Încercând să descopere succesul ei în cultura gay, jurnalistul Jim Emerson a scris: „Era doar o paiață fiindcă stilului ei fragil și melodramatic de a interpreta nu a îmbătrânit cum trebuie? Sau pentru că era «mai mare ca viața însăși», o femeie dură care a supraviețuit? Probabil puțin din amândouă.”
Rolurile alese de ea erau adesea neconvenționale; aceasta căuta roluri de manipulatoare și criminale într-o perioadă în care actrițele de obicei preferau personajele simpatice, excelând în acestea. A favorizat autenticitatea în fața farmecului, fiind dispusă să-și schimbe înfățișarea pentru a fi potrivită personajului. Claudette Colbert a spus că Davis a fost prima actriță care a interpretat personaje mai în vârstă decât ea însăși, fiindu-i astfel mai ușor să facă tranziția la diferite roluri, pe măsură ce a îmbătrânit.
Pe măsură ce a îmbătrânit, lui Davis i s-au recunoscut meritele. John Springer, care îi aranjase turneele de la începutul anilor '70, a scris că în ciuda multor realizări ale vedetelor contemporane cu Davis, aceasta a fost starul anilor '30 și '40, devenind cunoscută pentru varietatea caracterizărilor sale și a abilității de a se afirma, chiar când materialul era mediocru. În 1987 Bill Collins a analizat Taina ei (1941) și a descris interpretarea lui Davis ca fiind „o realizare briliantă și pătrunzătoare”, scriind „Bette Davis o face pe Leslie Crosbie să fie una din cele mai extraordinare femei din filme”. Într-o recenzie din 2000 pentru Totul despre Eva Roger Ebert a declarat: „Davis era un personaj, o icoană cu mare stil, încât chiar excesele sale sunt realistice.”

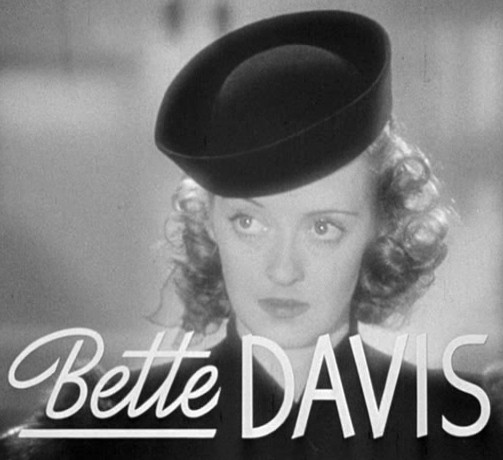
Davis a primit a treia nominalizare la premiile Oscar în 1940 pentru rolul din Victoria întunericului (1939), cu toate că a pierdut în fața lui Vivien Leigh pentru interpretarea din Pe aripile vântului.

Cu puține luni înainte de moartea ei, Davis a devenit unul din puținii actori care au apărut pe coperta revistei Life. Într-o retrospectivă ce sărbătorea starurile și filmele anului 1939, cei de la revista Life au ajuns la concluzia că Davis a fost cea mai importantă actriță a acestei perioade, scriind despre Victoria întunericului că a fost unul dintre cele mai importante filme ale anului. Vestea decesului ei a apărut pe prima pagină în ziarele din toată lumea, fiind descris ca „încă un capitol din Era de Aur a Hollywood-ului închis”. Angela Lasbury a spus la înmormântarea lui Davis, după ce au fost prezentate secvențe din filmele lui Davis, că tocmai au asistat la „o extraordinară moștenire a interpretărilor în secolul al XX-lea din partea unei adevărate maestre a actoriei” care ar trebui să reprezinte „încurajare și exemplu pentru o viitoare generație de actori aspiranți.”
Madonna și-a adus omagiul Erei de Aur a Hollywood-ului în cântecul „Vogue” (1990), Bette Davis fiind menționată alături de alte mari legende ale filmului precum Greta Garbo, Marlon Brando, Gene Kelly și Katherine Hepburn.
În 1999, Institutul American de Film a publicat lista „AFI's 100 Years...100 Stars”, reprezentând rezultatele unui sondaj de opinie realizat pentru a determina „50 cele mai grozave legende americane” pentru a crește aprecierea filmelor clasice. Din cele 25 de actrițe trecute în listă, Davis a fost trecută pe locul al doilea, după Katherine Hepburn.
Serviciul Poștal al Statelor Unite a onorat-o pe Davis cu un timbru comemorativ în 2008, marcând 100 de ani de la nașterea sa. Timbrul o prezintă pe aceasta în rolul lui Margo Channing din Totul despre Eva. Acesta a fost lansat pe 18 septembrie 2008 la Universitatea Boston. Printre cei prezenți care au vorbit despre Davis s-au numărat fiul ei, Michael Merrill, și actrița Lauren Bacall.

## Premii și nominalizări la premiile Oscar

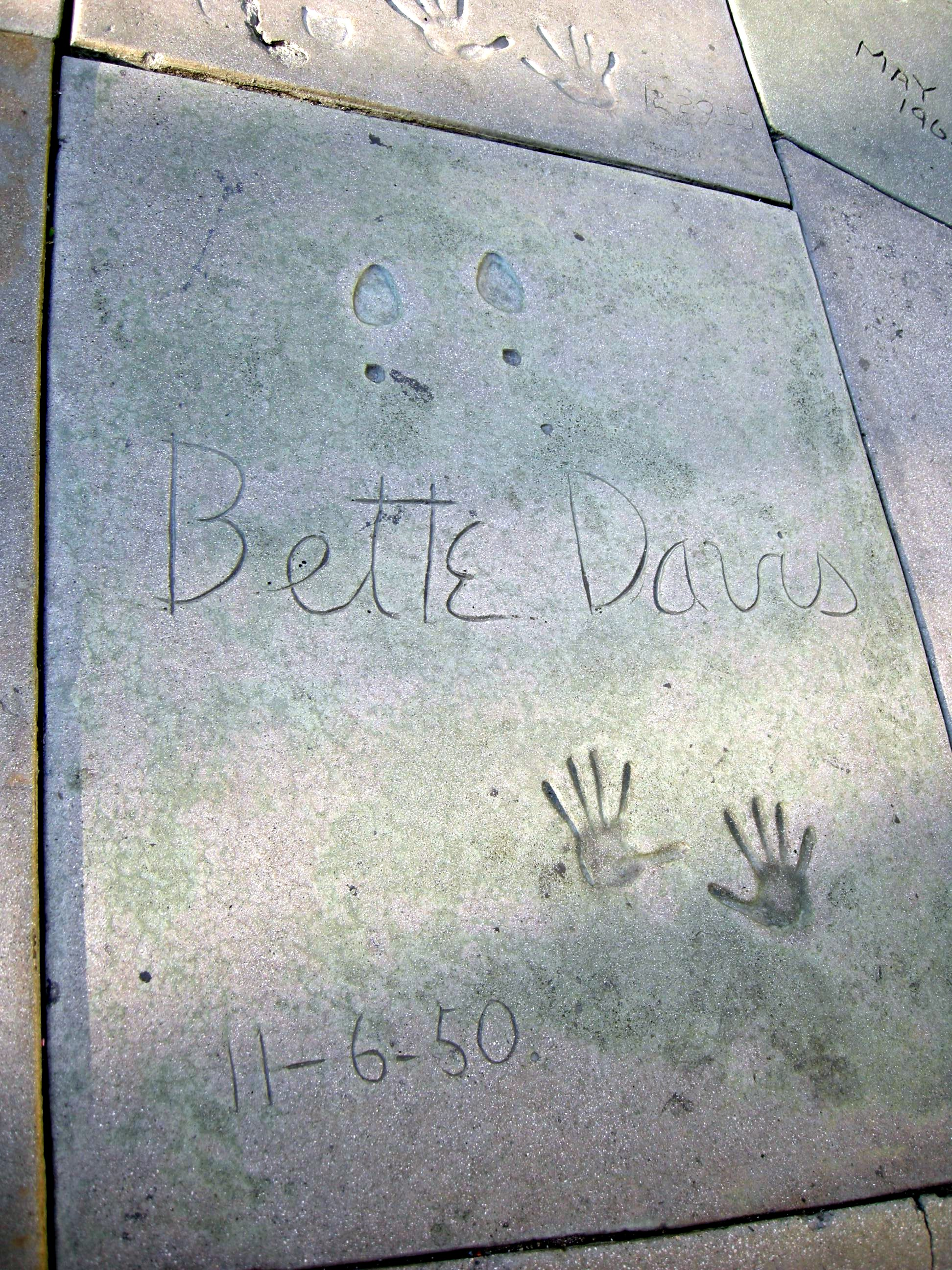
Semnătura și amprenta palmelor lui Bette Davis în ciment, Teatrul Chinezesc Grauman

În 1962 Bette Davis a devenit prima persoană care a primit 10 nominalizări la premiile Oscar. De atunci, numai patru actori au egalat sau depășit performanța: Meryl Streep (cu 21 nominalizări și trei statuete câștigate), Katherine Hepburn (14 nominalizări și 4 statuete), Jack Nicholson (12 nominalizări și 3 câștiguri) și Laurence Olivier (10 nominalizări și o statuetă).
Steven Spielberg a cumpărat Oscarurile lui Davis, pe care actrița le-a primit pentru Patima (1935) și Jezebel (1938), atunci când au fost oferite la licitație, oferind pentru ele 207.500$, respectiv 578.000$, returnându-le AMPAS.
- 1934: Interpretarea lui Davis în Sclavia umană (1934) a fost puternic aclamată, iar când nu a fost nominalizată la premiile Oscar, câțiva oameni cu influență la Hollywood au pornit o campanie pentru a fi inclus numele acesteia. Academia a schimbat regulile pentru acel an, permițând astfel oricărei interpretări din acel an să fie votată. Cu toate că unii consideră aceasta ca fiind o nominalizare pentru Davis, Academia nu o numește o nominalizare oficială.[24]
- 1935: Câștigat pentru Patima
- 1938: Câștigat pentru Jezebel
- 1939: Nominalizată pentru Victoria întunericului
- 1940: Nominalizată pentru Taina ei
- 1941: Nominalizată pentru Vulpile
- 1942: Nominalizată pentru Dor nestins
- 1944: Nominalizată pentru Mr. Skeffington
- 1950: Nominalizată pentru Totul despre Eva
- 1952: Nominalizată pentru The Star
- 1962: Nominalizată pentru Ce s-a întâmplat cu Baby Jane?

| Premii                                                           | Premii | Premii                                                 |
| ---------------------------------------------------------------- | --- | ------------------------------------------------------ |
| Predecesor: Claudette Colbert pentru S-a întâmplat într-o noapte | Premiul Oscar pentru cea mai bună actriță 1935 pentru Patima                                                                                  | Succesor: Luise Rainer pentru The Great Ziegfeld       |
| Predecesor: Luise Rainer pentru The Good Earth                   | Premiul Oscar pentru cea mai bună actriță 1938 pentru Jezebel                                                                                 | Succesor: Vivien Leigh pentru Pe aripile vântului      |
| Predecesor: Samuel Goldwyn                                       | Premiul Cecil B. DeMille 1974 | Succesor: Hal B. Wallis                                |
| Predecesor: Olivia de Havilland pentru The Heiress               | Premiul NYFCC pentru cea mai bună actriță 1950 pentru Totul despre Eva                                                                        | Succesor: Vivien Leigh pentru Un tramvai numit dorință |
| Predecesor: —                                                    | Premiul pentru cea mai bună actriță – Festivalul Internațional de Film de la Cannes 1951 pentru Totul despre Eva                              | Succesor: Lee Grant for Detective Story                |
| Predecesor: William Wyler                                        | AFI Life Achievement Award 1976 | Succesor: Henry Fonda                                  |
| Predecesor: Meryl Streep pentru Holocaust                        | Premiul Emmy pentru cea mai bună actriță într-un rol principal - miniserie sau film 1979 pentru Strangers: The Story of a Mother and Daughter | Succesor: Patty Duke pentru The Miracle Worker         |
| Predecesor: Vittorio Gassman                                     | Premiul Donostia, Festivalul Internațional de film San Sebastian 1989                                                                         | Succesor: Claudette Colbert                            |

## Filmografie (selecție)
- Sclavia umană (1934)
- Patima (1935)
- Pădurea împietrită (1936)
- Femei de noapte / O femeie cu voință (1937)
- Jezebel (1938)
- Victoria întunericului (1939)
- The Old Maid (1939)
- Elisabeta si Essex (1939)
- All This, and Heaven Too (1940)
- The Letter (1940)
- The Little Foxes (1941)
- The Great Lie (1941)
- The Man Who Came to Dinner (1942)
- In This Our Life (1942)
- Now, Voyager (1942)
- Watch on the Rhine (1943)
- Mr. Skeffington (1944)
- A Stolen Life (1946)
- Totul despre Eva (1950)
- Another Man's Poison (1951)
- The Star (1952)
- The Catered Affair (1956)
- Pocketful of Miracles (1961)
- What Ever Happened to Baby Jane? (1962)
- Hush… Hush, Sweet Charlotte (1964)
- Dead Ringer (1964)
- The Nanny (1965)
- Moarte pe Nil (1978)
- Strangers: The Story of a Mother and Daughter (1979)
- The Whales of August (1987)